# Hôtel Bellevue Palace
Pour les articles homonymes, voir Bellevue.
L'Hôtel Bellevue Palace est un hôtel de luxe 5 étoiles situé à Berne. Il est situé dans la Kochergasse, à la limite sud de la vieille ville, immédiatement à l'est du Palais fédéral. L'hôtel de 130 chambres appartient au gouvernement fédéral. Les chefs d'État et de gouvernement étrangers utilisent l'hôtel comme résidence pour des visites officielles, et certains membres de l'Assemblée fédérale y séjournent également pendant leurs sessions. Le Bellevue Palace, inauguré en 1865 et entièrement reconstruit en 1912/13, est un parfait exemple d'architecture néoclassique réformée ; depuis 1973, il est membre des Leading Hotels of the World.

## Bâtiment
L'hôtel se trouve à la lisière de la vieille ville sur un bord proéminent du terrain qui descend vers l'Aar au sud. Les façades principales sur les côtés sud et est sont structurées par des colonnes corinthiennes, l'angle sud-est arrondi prend la fonction d'une saillie centrale. Côté nord, l'entrée principale est enjambée par une large verrière. Le toit mansardé est percé au sud et à l'est par des toits en croupe. À l'intérieur, au rez-de-chaussée, les différentes pièces communes sont regroupées autour d'une cour intérieure vitrée, la « palmeraie ».

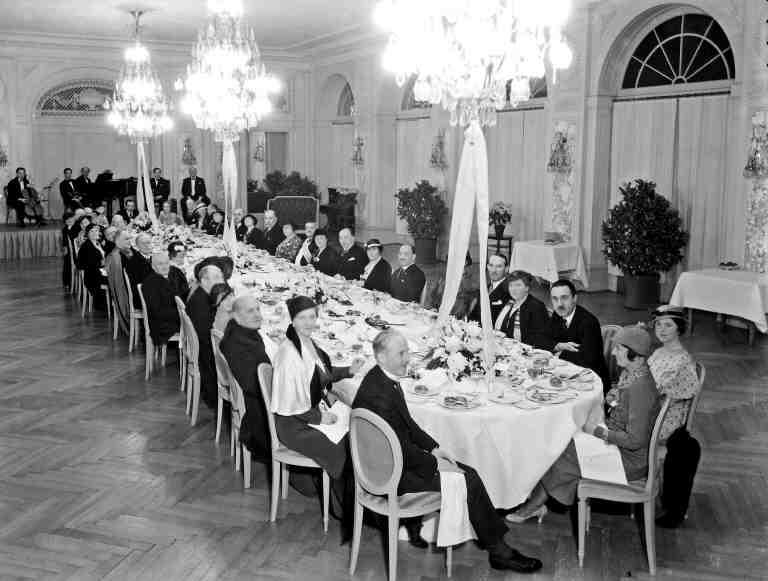
Réception en 1933

Le toit de la palmeraie a des vitraux. Un grand lustre domine la salle à manger du Salon d'Honneur, décorée de stucs et de dorures. La salle à manger La Terrasse avec sa voûte en plâtre blanc est un peu plus simple. Deux salles plus petites sont aménagées dans les angles : le Salon Casino au sud-ouest est calqué sur la Galerie des Glaces de Versailles et est utilisé pour des soirées privées, tandis que le Salon rouge au sud-est se distingue par le contraste net entre stuc blanc et intense revêtements muraux rouges. À l'ouest se trouve le Salon du Palais, la principale salle à manger de style Louis-XVI. Le Salon Royal à l'est sert d'auditorium et de salle de banquet.

## Personnalités
L'hôtel a accueilli de nombreux chefs d'État, dont Winston Churchill, Mikhaïl Gorbatchev, Jawaharlal Nehru, la reine Elisabeth II et l'empereur Akihito ; il y a eu aussi de nombreuses autres célébrités. Une partie de l'intrigue du roman d'agent Smiley's People de John le Carré se déroule au Bellevue Palace. Pendant les sessions parlementaires, le bar et le salon de l'hôtel sont des lieux de rencontre appréciés pour les négociations nocturnes, notamment avant les élections au Conseil fédéral.

### Littérature
- Martin Fröhlich et Werner Bieri, Das Hotel Bellevue Palace in Bern, Berne, Société d'histoire de l'art suisse, coll. « Guide suisse de l'art » (no 798), 2006, 36 p. (ISBN 978-3-85782-798-3 et 3-85782-798-X, OCLC 180972722)

### Liens web
- Notices d'autorité :   - VIAF
- Site officiel
- (de) Marc Tribelhorn, « Liebesdienste für Libyen », Neue Zürcher Zeitung,‎ 11 février 2016 (lire en ligne).